# Glockenborn (Wefensleben)

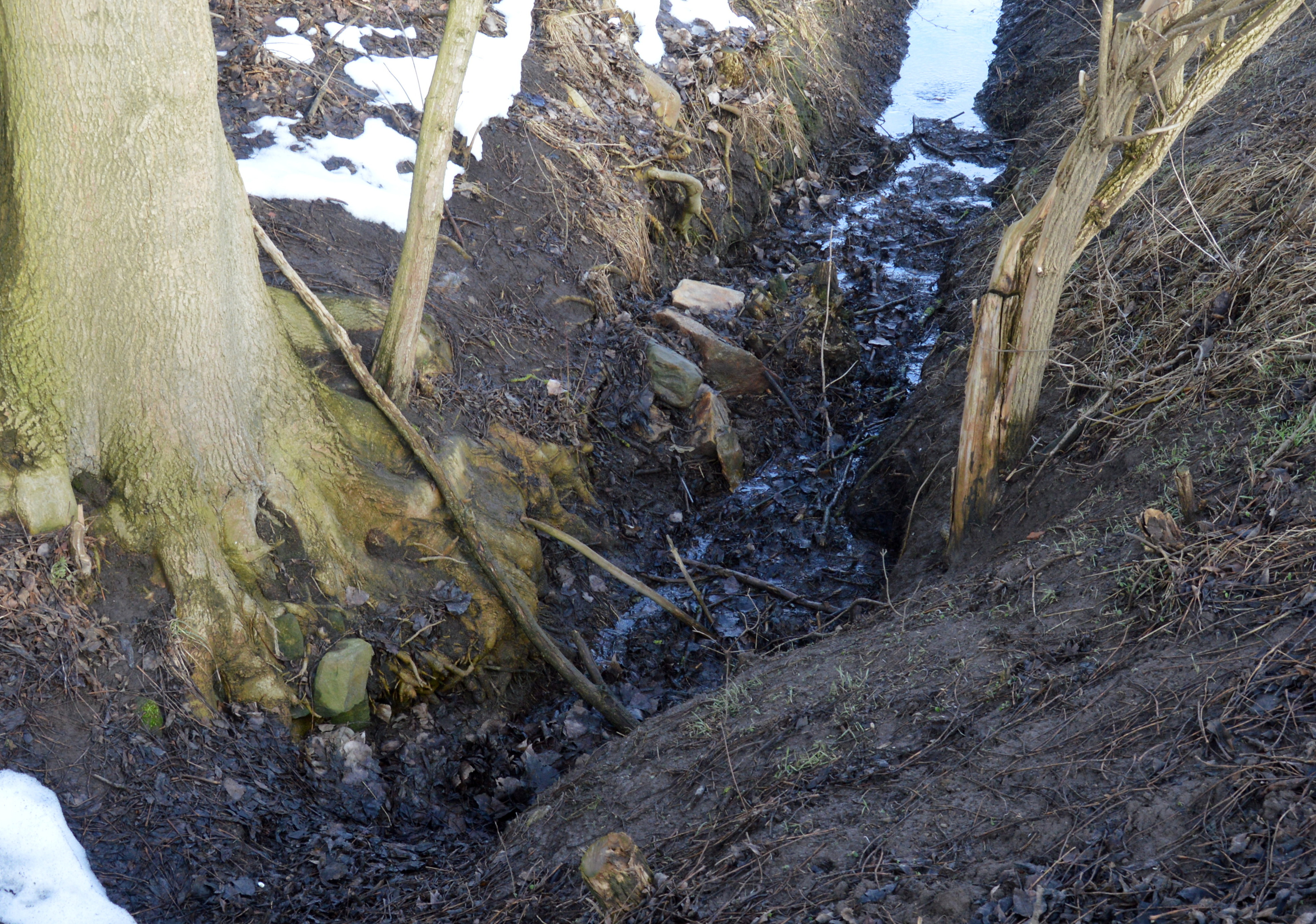
Glockenborn

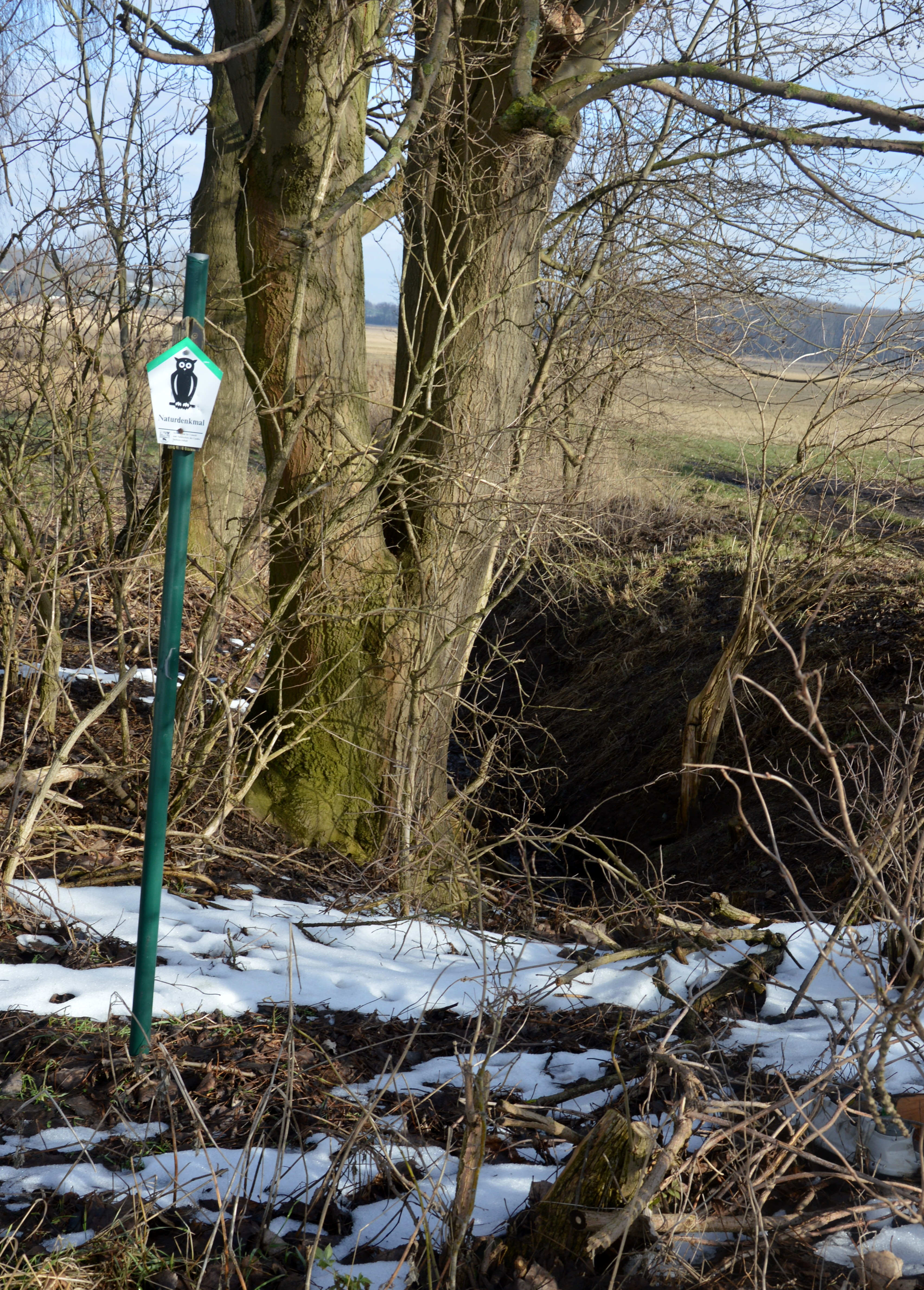
Blick auf den Glockenborn

Der Glockenborn, auch Klockenborn genannt, ist eine Quelle auf dem Gebiet der Gemeinde Wefensleben in Sachsen-Anhalt.
Die kleine Quelle befindet sich am Fuß des südlichen Hangs des sich nördlich erstreckenden Seelschen Bruchs, unmittelbar westlich des von Ummendorf in das Bruch führenden Feldwegs. Südöstlich liegt der Ort Neu Ummendorf. Nur wenige Meter östlich der Quelle liegt die Grenze zur Ummendorfer Gemarkung.
Die ständig wasserführende Quelle entwässert nach Norden in einen sich durch das Seelsche Bruch ziehenden Graben, der über den Bruchgraben weiter in die Aller fließt.
Einer Sage nach soll während einer kriegerischen Situation in der Quelle die Glocke einer untergegangenen Stadt Sela versenkt worden sein. Später wäre sie von einer im Morast wühlenden Sau gefunden worden.